# جاده ئی۳۴ اروپا

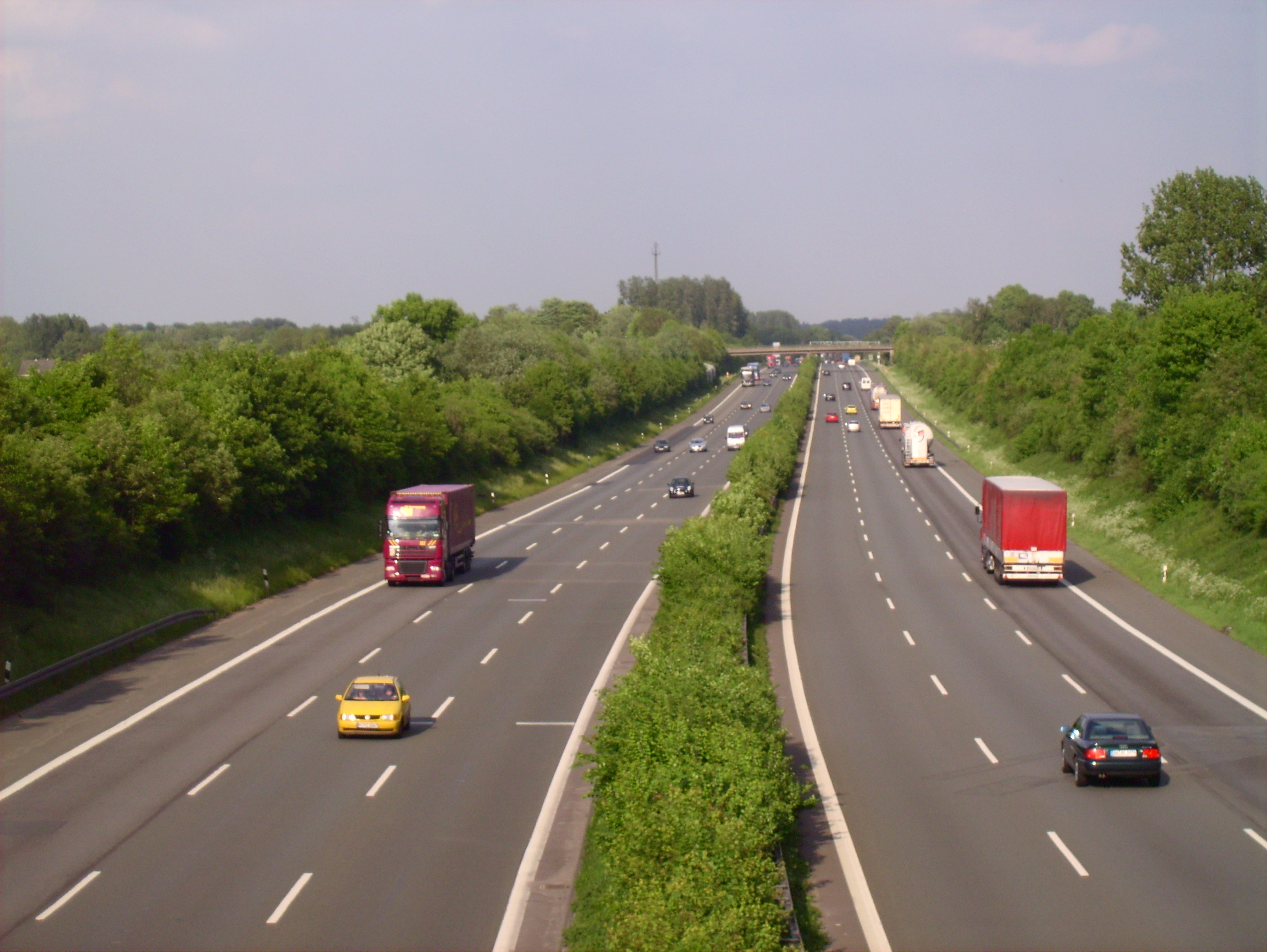
جاده ئی۳۴ اروپا در آلمان

جاده ئی۳۴ اروپا (به انگلیسی: European route E34) یکی از جاده‌های اصلی قاره اروپا است.
این جاده که از شهر زیبروخ (بلژیک) شروع شده، در شهر باد اوین‌هاوزن (آلمان) به پایان می‌رسد و مسافت آن ۴۸۹ کیلومتر است.